# Tadeusz Władysław Sokołowski
Tadeusz Władysław Sokołowski (ur. 21 lutego 1899 w Gabułtowie, zm. 7 stycznia 1986 w Sosnowcu) – polski lekarz okulista, uczestnik wojny polsko-bolszewickiej, III powstania i plebiscytu śląskiego i kampanii wrześniowej, żołnierz AK.

## Życiorys

### Dzieciństwo i młodość
Był synem nauczyciela Aleksandra Sokołowskiego i Anieli z Rayskich. Od 1901 roku ojciec był kierownikiem szkoły początkowej w Sosnowcu, a on sam uczęszczał tam do gimnazjum realnego (później III Liceum Ogólnokształcące im. Bolesława Prusa w Sosnowcu). Działał w harcerstwie i POW. 

### Lata 1918–1939
Po maturze (1918) rozpoczął studia na Uniwersytecie Jagiellońskim (UJ), ale 11 listopada 1918 przerwał studia i wstąpił do Oddziału Odsieczy Lwowa i wziął udział w wojnie polsko-bolszewickiej. W październiku 1920 roku otrzymał stopień podporucznika, a w marcu 1921 został przeniesiony z Okręgu  Lwowskiego do Dowództwa Obrony Plebiscytu na Górnym Śląsku, gdzie uczestniczył w przygotowaniach do III powstania śląskiego i działał w służbie sanitarnej powstania (był adiutantem szefa sanitarnego Grupy „Wschód”). 
W roku 1922 wrócił na studia medyczne w UJ. Po uzyskaniu dyplomu doktora wszech nauk lekarskich (marzec 1927) pracował w:
- szpitalu uniwersyteckim w Witkowicach, specjalizującym się w leczeniu jaglicy u dzieci
- krakowskim szpitalu Bonifratrów,
- klinice okulistycznej UJ, kierowanej przez Kazimierza Majewskiego[2] (1928–1929, zwolnienie w wyniku postępowania honorowego),
- Ubezpieczalni Społecznej w Sosnowcu – w ambulatorium i oddziale ocznym szpitala (od 1930).

W roku 1938 – w czasie zajmowania Zaolzia – był lekarzem batalionu ON „Sosnowiec” (baon 53). 

### Lata 1939–1945
W czasie kampanii wrześniowej Sokołowski służył nadal w baonie 53, który należał do 55. Dywizji Piechoty (201 pułk piechoty). Przeszedł z nim szlak bojowy od Mikołowa do Tomaszowa Lubelskiego. W latach 1941–1942 przebywał w Sosnowcu – pracował w Centralnym Szpitalu miejskim jako ordynator oddziału okulistycznego oraz lekarz kasy chorych, a równocześnie działał w Okręgu Śląskim AK jako zastępca szefa sanitarnego w Inspektoracie Sosnowiec. Wystawiał fałszywe świadectwa lekarskie osobom zagrożonym wywózką na roboty oraz obcokrajowcom pracującym w Zagłębiu Dąbrowskim jako pracownicy przymusowi i jeńcy wojenni.

### Okres po II wojnie światowej
W 1945 roku Sokołowski został aresztowany przez funkcjonariuszy UBP za działalność w AK. Po zwolnieniu (1946) wrócił do pracy w Szpitalu Miejskim Nr 1 w Sosnowcu, w którym zorganizował oddział okulistyczny. Przyjmował pacjentów również w kolejowej służbie zdrowia i w gabinecie prywatnym. Funkcję ordynatora oddziału okulistycznego pełnił do przejście na emeryturę (1974). Zmarł 7 stycznia 1986 roku w Sosnowcu.

## Publikacje (wybór)
Spośród kilkunastu publikacji autorstwa Tadeusza Sokołowskiego są wymieniane:
- Przyczynek do operacji opadnięcia powieki górnej („Śląska Gazeta Lekarska”, nr 11–12, 1947),
- Urazy oka wojskowym kablem telefonicznym („Klinika Oczna”, nr 1–2, 1949),
- Metaplastyczne kostnienie naczyniówki a krążenie w siatkówce („Klinika Oczna”, nr 3–4, 1949),
- Przyczynek do działalności służby sanitarnej w III powstaniu na Górnym Śląsku („Studia Śląskie”, t.19, 1971).

## Członkostwo  w stowarzyszeniach
Sokołowski należał do:
- Polskiego Towarzystwa Okulistycznego (od 1927),
- Towarzystwa Lekarskiego Zagłębia Dąbrowskiego (od 1930), później przekształconego w koło Polskiego Towarzystwa Lekarskiego (PTL) w Sosnowcu.

Był przewodniczącym koła PTL w Sosnowcu (1954–1958), przewodniczącym Komitetu Organizacyjnego 50-lecia Towarzystwa Lekarskiego  Zagłębia Dąbrowskiego (1956) i wieloletnim członkiem zarządu PTL w Katowicach.
W 1970 roku otrzymał tytuł honorowego członka PTL.

## Odznaczenia
Tadeuszowi Sokołowskiemu przyznano:
- Śląska Wstęga Waleczności i Zasługi II klasy (1921),
- Order Odrodzenia Polski Krzyż Kawalerski,
- Odznaka Honorowa „Orlęta” (1921),
- Order Sztandaru Pracy II klasy (1971),
- Order Virtuti Militari V klasy (1961, za udział w kampanii wrześniowej),
- Śląski Krzyż Powstańczy.